# غل قشلاق (غرغين)
غل قشلاق (بالفارسية: گل قشلاق) هي قرية تقع في إيران في قسم غرغین الريفي. يقدر عدد سكانها بـ 134 نسمة بحسب إحصاء 2016.